# Ko zori človek
Roman slovenskega pisatelja Janeza Švajncerja Ko zori človek: Izpoved nekega življenja (1979) govori o mladem moškem, ki se oddalji od vrstnikov in postane mož in oče.

## Zgodba
Zgodba se dogaja v neznanem mestu. Prvoosebni pripovedovalec, čigar imena in starosti ne izvemo, z nosečo ženo Marjeto živi v skromnem stanovanju. Pred poroko se je veliko družil s svojimi vrstniki. Tudi kasneje se ob težkih trenutkih ozira nazaj na brezskrbno druženje s prijatelji. Po začetni zaljubljenosti je njun zakon poln prepirov in slabe volje, posebej z njegove strani. Ne počuti se dovolj zrelega za očeta, do žene se grdo obnaša in sram ga je, da je noseča, zato z njo noče v javnost. Hoče biti gospodar v hiši in vsa gospodinjska dela prepušča Marjeti. Ko pride do fizičnega nasilja, se strezni. Večinoma molči in skuša ohraniti ravnodušnost. Za rojstvo otroka izve na delovnem mestu. Marjeta je rodila pri svoji materi. Z obiskom pri njej odlaša cel teden, saj se s taščo nikoli nista razumela. Marjeto opiše kot čudovito, hči Marjetka pa mu ni všeč in ne zna se ji približati. Odločijo se, da obe prideta domov. 
Pet let starejša opravljiva soseda začne posegati v njegovo življenje. Od nje izve, da je Marjeta padla na cesti. Ustraši se zanjo, a je preveč domišljav, da bi jo vprašal, kaj se je v resnici zgodilo. Ko zvečer le zbere pogum, se celo noč pogovarjata. Zave se, da je Marjeta bolj zrela od njega, in počasi začne odkrivati njen notranji svet. Glede padca Marjeta pove le, da ji je postalo slabo. Skrbi ga zanjo, ona pa ga prosi, naj je ne sili k zdravniku. Kljub vsemu se njegov odnos do žene ne spremeni bistveno. Ponižuje jo, ker le on služi denar, pogovarjata se le o nujnih stvareh. Potuho mu daje tudi mojster iz delavnice, ki pravi, da mora imeti moški besedo v hiši. Še dvakrat se zgodi, da Marjeta iz neznanih razlogov pade po tleh. Izve, da je Marjeta v bolnici, Marjetko pa je prevzela tašča. Soseda se ponudi, da mu bo kuhala kosila in večerje. Marjeto kmalu spustijo domov. Tašča mu očita, ker ni niti enkrat prišel pogledat otroka. Marjeta dolge ure prespi, zato pri gospodinjstvu pomaga soseda. Svojo bolezen zanika, vendar spet pade in mora z rešilcem v bolnico. On si očita, da ni naredil dovolj za Marjeto, ni je jemal kot ženo in ni je spoštoval: "Na ustnice so mi vrele šepetajoče besede, polne obljub, kakor da sem se v tej noči prerodil in postal iz fanta mož." (Švajncer 1979: 83.) Osebje mu o njenem stanju nič ne pove. Ko končno pride do žene, ga ima spet v oblasti molk. Marjeta govori nesmisle in zave se, da z njeno glavo ni vse v redu. Iz bolnice pride pismo, da bo Marjeta poslana na tvegano operacijo, saj ima v glavi tumor. Zgodi se čudež, Marjeta preživi operacijo.
V času ženine odsotnosti on zapije celo plačo in se zave, da rad vidi sosedo. Svojih dejanj in misli se globoko sramuje in se poskuša obvladati. Pretrese ga pogled na Marjeto s povito glavo. Ne more govoriti, le z očmi lahko nakazuje, da sočloveka sliši, kar ji govori. Stari prijatelj Karli ga prisili, da gre za njegovo poročno pričo. Poroka se sprevrže v pretep, za katerega po krivem obsodijo njega. Sodnik za prekrške mu določi kazen v višini njegove plače. Večkrat pride v stik s sosedo, ki se mu očitno nastavlja. Mlad je in poln energije. Preda se ji, ko ga opije s konjakom.
Marjeta pride domov. Sam sebi se gnusi, ker jo je prevaral. To sluti tudi tašča in ga zaslišuje, vendar on vse zanika. Marjeta je bleda, še vedno ne govori. Zave se, da je njegova žena v veliki nevarnosti, in spet si za nazaj očita svoje obnašanje. V enem mesecu napreduje do te mere, da se nekajkrat na dan malo sprehodi po stanovanju. Tašča še vedno skrbi za Marjetko, noče, da bi videla mater v takšnem stanju.
Nekega dne po službi najde taščo z vinom ob Marjetini postelji. Razveseli se, da je boljša, vendar se Marjeti nenadoma poslabša: zatuli, pokliče Marjetko in izdihne. Ob krsti se iskreno razjoka, izlije čustva, ki jih je, preveč nadut, da bi jih pokazal, ves čas skrival v sebi. Marjetka ob grobu pretresljivo zajoka za mamo. Dela nadure in se veliko hodi k Marjetki igrat. Soseda se mu izpove, da je res imela veliko moških, ampak zato, ker si je vedno želela moža. Na smrtni postelji je Marjeti obljubila, da bo skrbela za Marjetko, saj je tašča že precej v letih. Hudo ji je, ker sta prevarala Marjeto, ki jo je imela iskreno rada.  Želi se z njim poročiti, tudi tašča je za to, odločitev je v njegovih rokah.

## Kritika in literarna zgodovina
"Zanimiva je pripoved Janeza Švajncerja v povesti Ko zori človek, kjer je najti čist jezik, privlačno besedo in jasno zgodbo." (Z[denko] Kodrič)
"Banalna zgodba, da bi ji težko našli par v sočasni prozni ustvarjalnosti pri nas. Literatura se v Švajncerjevi prozi Ko zori človek umika didaktiki in prikritemu moraliziranju, tako da postopek pisanja, stil, literarnost literature zahtevnejšega bralca odbija. Ko zori človek je tipičen primer obrtne literature, v kateri je postopek pisanja ali obvladovanje pisanja podrejen zgodbni shemi z vnaprej znanim tokom od začetnih idiličnih stanj, vmesnih »življenjskih pretresov«, do končnih razrešitev zrelega človeka." (M[arjan] Z[lobec])
"Ko zori človek [...] nam je povzročala zadrego najbolj zaradi svoje nerazvidne in nerazvite, skratka, skromne pismenosti. Njena zgodba [...] nam je ostala do kraja zagonetna. Mladi junak [...] pripoveduje to zgodbo, tudi samo nedozorelo, kakor da bi se "življenje" ne moglo in ne znalo izpovedati." (Inkret: 1975, str. 62–63)